# Mittelmeer-Mönchsrobbe

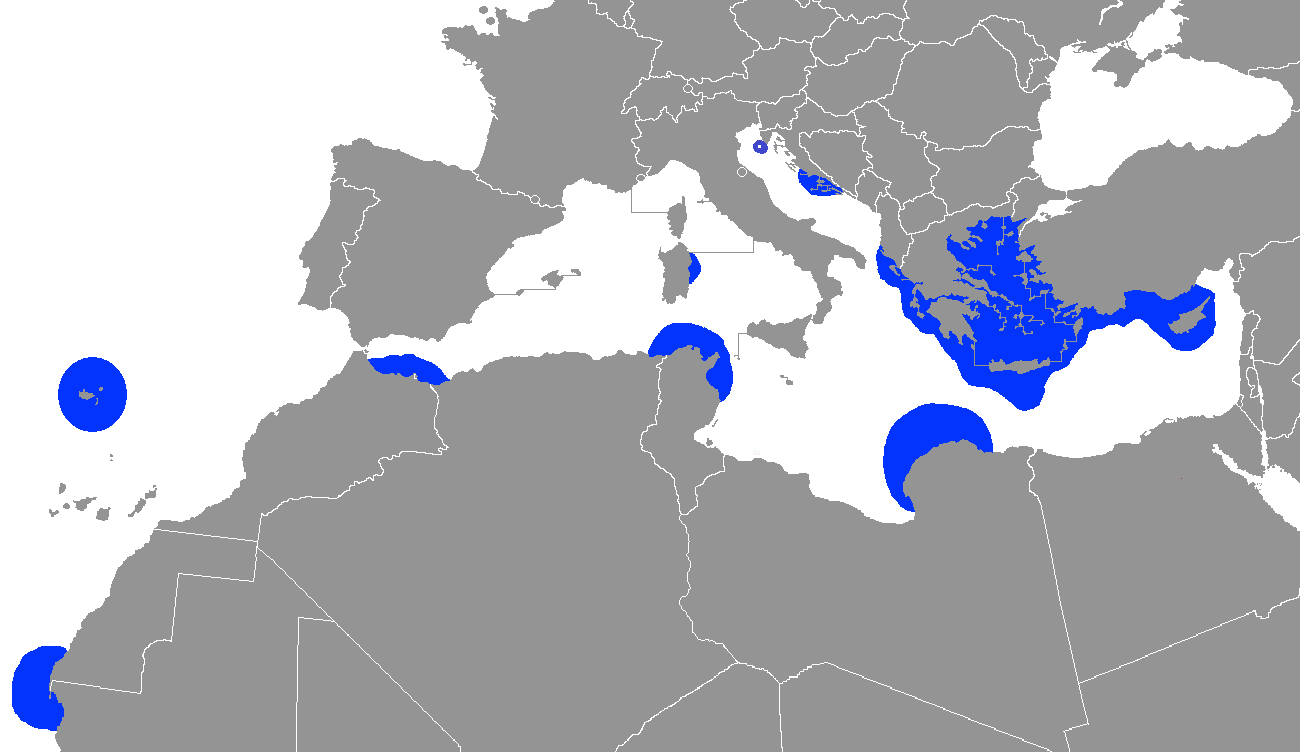
Verbreitungskarte

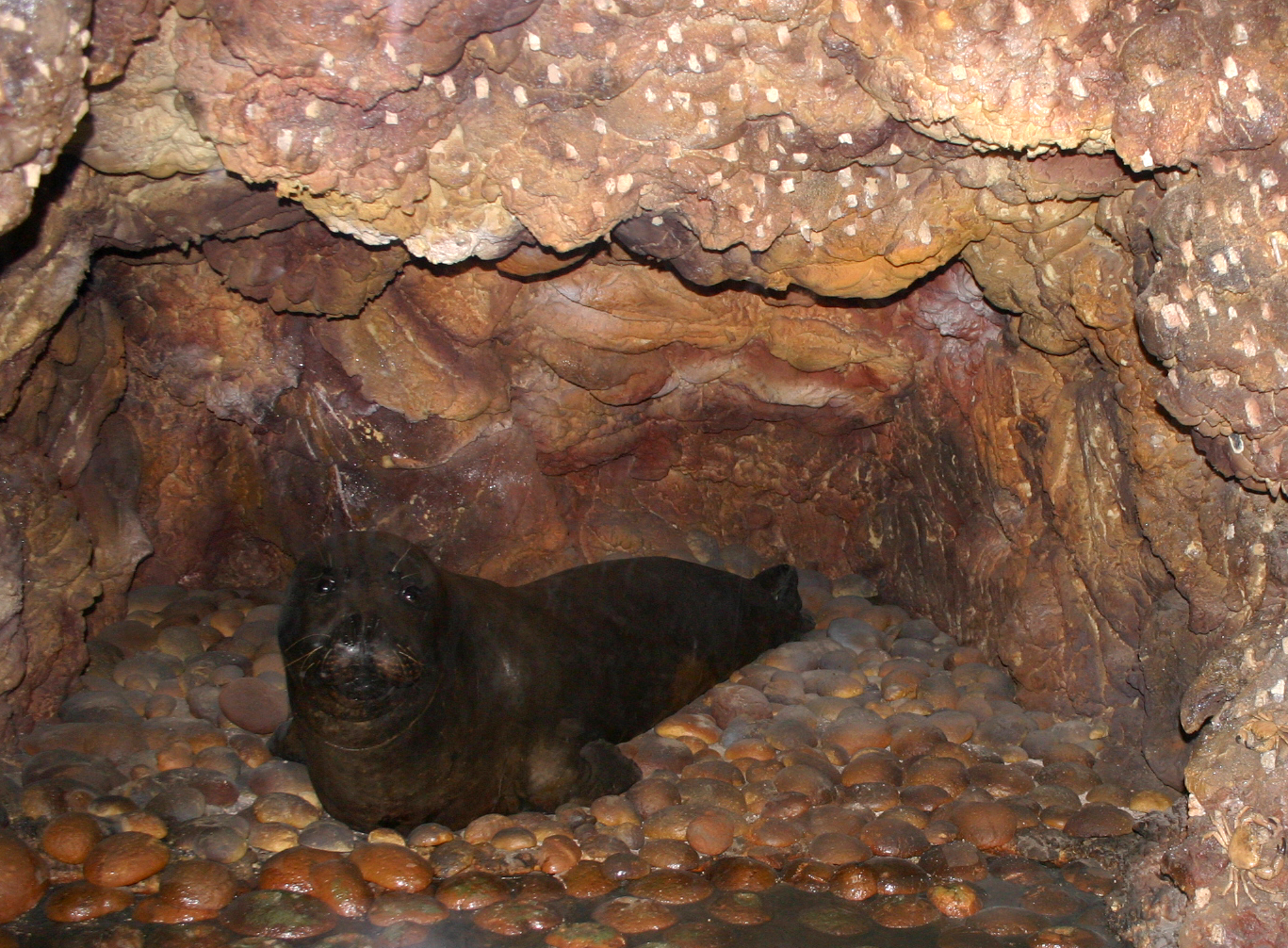
Mittelmeer-Mönchsrobbe – Diorama im Naturkundemuseum Mailand

Die Mittelmeer-Mönchsrobbe (Monachus monachus) ist eine vom Aussterben bedrohte Robbenart aus der Familie der Hundsrobben. Mit geschätzten 444 bis 600 geschlechtsreifen Individuen ist sie eines der seltensten Säugetiere Europas.

## Beschreibung
Hauptcharakteristikum ist die doppelte Schwanzflosse. In der Farbe sind diese Robben sehr variabel; sie liegt zwischen hellgrau und schwarzbraun. Mit einer Länge von 240 cm und einem Gewicht von 280 kg (Weibchen), bis zu 400 kg (Männchen) ist die Mittelmeer-Mönchsrobbe deutlich größer als ein Seehund. Weibchen sind etwas kleiner als Männchen. Jungtiere werden mit etwa 80 cm und einem schwarzen Geburtsfell, welches oftmals einen weißen Fleck aufweist, zur Welt gebracht.

## Verbreitung
Die einzige Robbenart des Mittelmeers ist durch Verfolgung extrem selten geworden. Die größten Populationen befinden sich an den griechischen und türkischen Küsten (Foça, Anamur und Alonnisos). Allein im griechischen Meeres-Nationalpark Alonnisos-Nördliche Sporaden sollen zwei Drittel des Bestandes beheimatet sein. Kleinere Restpopulationen leben an der afrikanischen Küste zwischen Marokko und der Westsahara (dort an der Südspitze der Halbinsel Ras Nouadhibou) und bei den Ilhas Desertas im Madeira-Archipel im Atlantik, aber auch in der Straße von Sizilien bei den Galite-Inseln (Tunesien). Die Kolonie bei Madeira umfasst ca. 30 Tiere und der Bestand ist in den letzten Jahren im Anstieg begriffen.
Weiterhin finden sich kleine Populationen an der Küste Istriens, etwa in der Nähe der Stadt Pula.

## Lebensweise
Die Mittelmeer-Mönchsrobbe ist ein tagaktiver Fischfresser, der in kleinen Kolonien von maximal zwanzig Tieren anzutreffen ist. Sie ernährt sich von Kopffüßern und Fischen. An der Küste der Westsahara vor allem von Meeräschen. Sie dringt auf ihren Beutezügen im Wasser meist in eine Tiefe von 30 Metern vor, in Ausnahmefällen auch bis zu 750 Meter Meerestiefe.

## Fortpflanzung
Über das Fortpflanzungsverhalten der Mittelmeer-Mönchsrobbe ist nur sehr wenig bekannt. Wissenschaftler vermuten, dass die Art polygyn lebt. Die Tragzeit beträgt ca. 11 Monate. Obwohl Geburten über das ganze Jahr verteilt vorkommen, erreichen sie im Oktober und November einen Höhepunkt. Zum Gebären sucht sie typischerweise Höhlen auf, die nur unter Wasser erreichbar sind, wobei historische Beschreibungen zeigen, dass bis zum 18. Jahrhundert auch offene Strände genutzt wurden. Das Gewicht der Neugeborenen beträgt ca. 20 kg. Auch weil in dieser Zeit viele Höhlen durch Hochwasser oder Sturmfluten überschwemmt werden, ist die Sterblichkeit unter Jungtieren sehr hoch: so geht die IUCN davon aus, dass von den zwischen September und Januar geborenen Tieren lediglich 29 % überleben. Die Laktationszeit beträgt durchschnittlich 134 Tage.

## Mittelmeer-Mönchsrobbe und Mensch
Schon Aristoteles lieferte eine Beschreibung der Mönchsrobbe, die somit die erste beschriebene Robbe überhaupt ist. Seit Jahrhunderten sahen viele Fischer in dieser Robbe eine Konkurrenz. Dadurch und durch die starke Umweltverschmutzung der Lebensgebiete z. B. durch Geisternetze, Besiedlung der Küstenstreifen, den Tourismus ist dieses Säugetier heute sehr stark vom Aussterben bedroht.
Funde von Knochen mit Schnittspuren in der Gorham-Höhle, Gibraltar belegen, dass bereits der Neandertaler zumindest gelegentlich Mönchrobben nutzte. Eine aktive Jagd mit Waffen auf erwachsene Robben ist bislang nicht nachweisbar. Dies belegt jedoch eine frühere Verbreitung der Mönchsrobbe auch entlang der iberischen Südküste.

## Schutzmaßnahmen
Zum Schutz der Art wurden 1992 die Nationalparks um die Ilhas Desertas bei Madeira und die Nördlichen Sporaden in der Ägäis eingerichtet. Des Weiteren ist diese Art im CITES-Anhang I (totales Handelsverbot) gelistet.
Eine Studie des italienischen Umweltministeriums von 2013 bestätigt das Vorhandensein von Mönchsrobben im Meeresschutzgebiet der Ägadischen Inseln. 2020 konnte dort eine Robbe in einer Höhle fotografiert werden.
Eine Studie des spanischen Umweltministeriums kam 2018 zu dem Ergebnis, dass eine Wiederansiedlung der Mittelmeer-Mönchsrobbe auf Fuerteventura machbar wäre. 2023 wurden Interessengruppen auf den Kanarischen Inseln zu dem Thema befragt. Die Fischer positionierten sich strikt gegen jegliche Wiederansiedlungsbemühungen, weil sie um ihre Existenz fürchten.